# Kontrafaktisches Denken
Kontrafaktisches Denken (lateinisch „entgegen den Fakten“) ist ein kognitiver Vorgang, der sich auf Überlegungen über nicht eingetretene Ereignisse bezieht.
Kontrafaktisches Denken und daraus resultierende kontrafaktische Annahmen beziehen sich auf Ereignisse, die sich möglicherweise in der Vergangenheit ereignet hätten, oder hätten ereignen können, wenn gewisse andere Ereignisse (nicht) eingetreten wären.
Zwischen dem zu unterscheiden, was sich wirklich ereignet hat, und dem, was hätte passieren können oder beinahe passiert wäre, ist von großer Bedeutung, um die Kontrolle über die Realität zu behalten. In unserem Alltag denken wir nicht nur über real eingetretene Ereignisse nach, sondern wir bedenken auch nicht selten Alternativen zu diesen Zuständen und warum oder wodurch diese nicht eingetreten sind.

## Urteile
Kontrafaktische Annahmen lassen sich sehr anschaulich im Zusammenhang mit subjektivem Wohlbefinden („subjective well-being“), einem weit erforschten Bereich der Sozialpsychologie, erläutern. Es wird davon ausgegangen, dass evaluative (also bewertende) Urteile stets im Verhältnis zu einem Vergleichsstandard gebildet werden, dem sog. salienten (das bedeutet so viel wie auffälligen) Standard. Bei kontrafaktischen Bewertungen ist dieser Vergleichsstandard das Ereignis, das fast oder unter bestimmten Umständen eingetreten wäre. An ihm kann sich die Bewertung der aktuellen Situation und Zufriedenheit damit bemessen. Überlegt sich eine Person z. B., dass sie nur sehr knapp einem Verkehrsunfall entgangen ist, wird sie ihre aktuelle Grundsituation positiver bewerten. Dadurch, dass man einem unangenehmen Ereignis nur knapp (durch Zufall) entgangen ist, kann sich das (zumindest kurzfristig) positiv auf die allgemeine Zufriedenheit auswirken.
Ist ein Ereignis nicht so eingetreten, wie man es sich gewünscht hätte, dann bemisst sich die Unzufriedenheit darüber vor allem daran, wie leicht es fällt, einen alternativen, besseren Ausgang der Situation gedanklich zu konstruieren.
Verpasst eine Person z. B. einen Bus nur um wenige Sekunden, so wird sie sich mehr ärgern, als wenn sie ihn um 20 Minuten verpasst. Denn der Person, die den Bus sehr knapp verpasst hat, dürfte es leichtfallen, sich gedanklich einen anderen Ausgang zu konstruieren („wäre ich etwas schneller gegangen, hätte ich den Bus bekommen“), während bei einer 20-minütigen Verspätung eine Alternativkonstruktion schwerer fällt.
Aus der Leichtigkeit der Konstruktion alternativer Ausgänge können auch paradoxe Bewertungen entstehen. So haben z. B. Medvec, Madey und Gilovich 1995 durch Befragungen den mittlerweile klassischen Befund erbracht, dass  der Gewinner einer Silbermedaille (etwa bei den olympischen Spielen) weniger zufrieden ist als der Gewinner einer Bronzemedaille. Bei Gewinn einer Silbermedaille wird der Vergleich nach oben gerichtet, und zwar dahingehend, dass man beinahe die Goldmedaille gewonnen hätte. Dieser Vergleich lässt die eingetretene Situation (Silbermedaille) weniger wünschenswert als das kontrafaktische Alternativereignis (Goldmedaille) erscheinen. Der Bronzegewinner hingegen richtet seinen Vergleich nach unten aus, er hätte beinahe gar keine Medaille gewonnen. Für ihn ist das eingetretene Ereignis (Bronzemedaille) wünschenswerter als das kontrafaktische Alternativereignis (keine Medaille).

## Einordnung in die menschliche Kognition
Am Beispiel des kontrafaktischen Denkens wird deutlich, wie wankelmütig das menschliche Urteil sein kann. Ein und dasselbe Ereignis kann je nach Kontext bzw. Vergleichsstandard sehr unterschiedlich bewertet werden. Eine Person, die ein Flugzeug um wenige Minuten verpasst hat, wird zunächst sehr ärgerlich sein, denn die Konstruktion alternativer Ausgänge wird zu dem Ergebnis kommen, dass vermutlich sehr wenig hätte anders sein müssen, um das Flugzeug zu erreichen. Erfährt diese Person dann, dass das Flugzeug, welches sie nur knapp verpasst hat, abgestürzt ist, wird sie unheimliche Erleichterung verspüren, und zwar gerade wegen der wenigen Dinge, die anders hätten sein müssen, damit sie doch in dem Flugzeug gewesen wäre.

## Kontrafaktisches Denken und Reue
Psychologische Forschung hat erbracht, dass man im Nachhinein und auf kurze Dauer besonders solche Dinge bereut, die man in der Vergangenheit getan hat, die aber ungünstig ausgegangen sind. Auf lange Sicht hingegen bereut man vor allem Dinge, die man in der Vergangenheit nicht getan hat und deren Ausgang man folglich nicht kennt. Die Möglichkeiten der Auswirkungen, die eine kontrafaktische Handlung gehabt haben könnte, sind vielschichtig. Deshalb bedauert man im Nachhinein auf lange Sicht, es nicht wenigstens versucht zu haben. Hat man etwas versucht und ist daran gescheitert, so ist in diesem Moment kurzfristig nur der misslungene Ausgang offensichtlich.

## Entwicklungspsychologie
In der Entwicklungspsychologie wird ein implizites, also nicht artikulierbares aber durchaus vorhandenes, Verständnis von kontrafaktischen Annahmen bereits bei zweijährigen Kindern gefunden. Verbale kontrafaktische Äußerungen werden bei Kindern im Vorschulalter erstmals gemacht.

## Abgrenzung von verwandten Begriffen
Das kontrafaktische Denken lässt sich vom Begriff des hypothetischen Denkens abgrenzen. Der wesentliche Unterschied ist, dass hypothetische  Alternativen faktisch  noch  möglich  sind,  während  kontrafaktische auf die Vergangenheit bezogen sind und deshalb nicht mehr umsetzbar.